# (9875) 1993 FH25
A (9875) 1993 FH25 a Naprendszer kisbolygóövében található aszteroida. Az UESAC program keretében fedezték fel 1993. március 21-én.